# Miyoshi, Tokushima
Miyoshi (japanska: 三好市?, Miyoshi-shi) är en stad i Tokushima prefektur i Japan. Staden bildades 2006 genom en sammanslagning av kommunerna Ikeda, Ikawa, Mino, Yamashiro, Higashiiyayama och Nishiiyayama.